# Idactus somaliensis
Idactus somaliensis là một loài bọ cánh cứng trong họ Cerambycidae.